# Chün

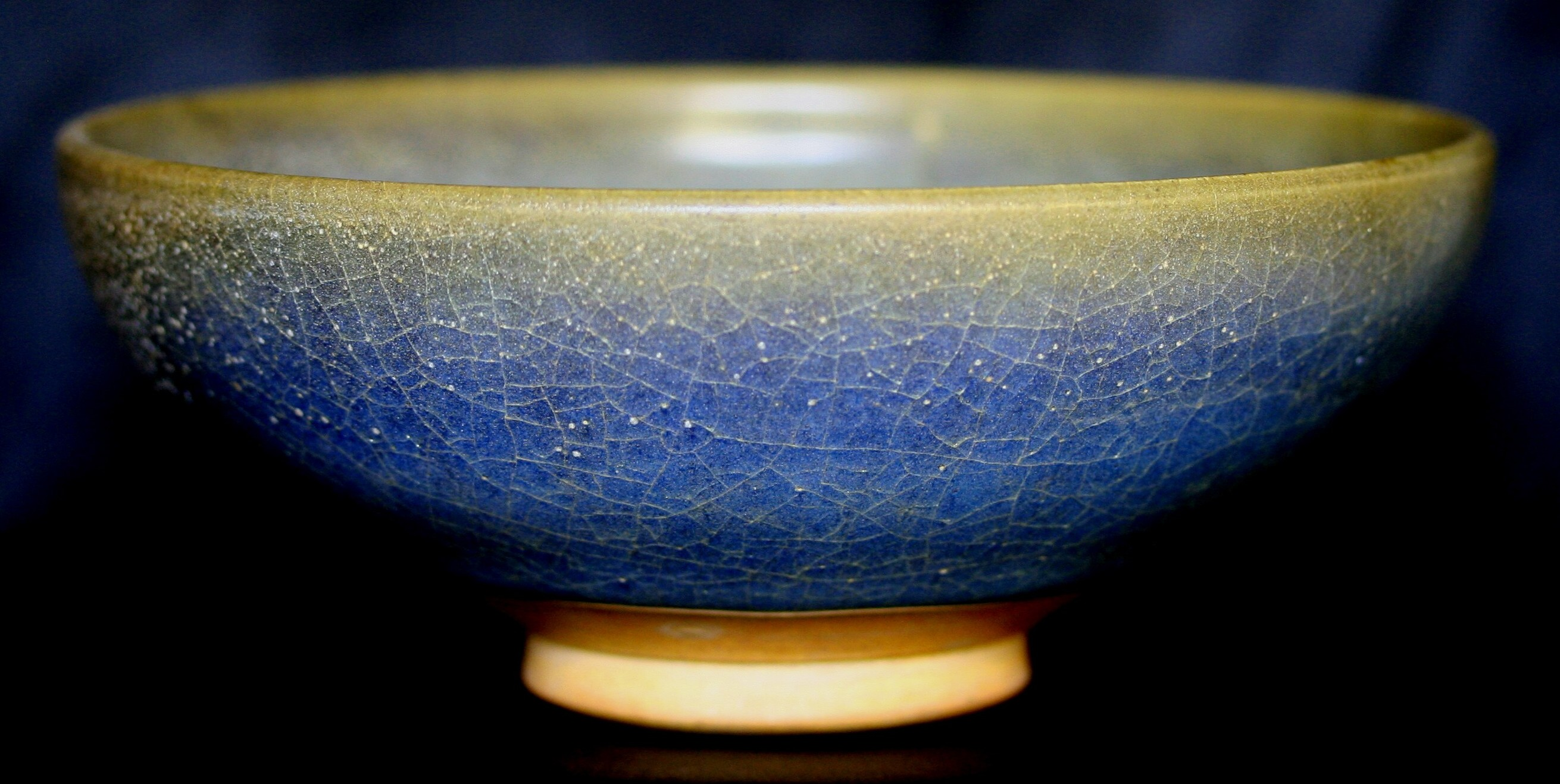
Chünglaserad skål från Yuandynastin

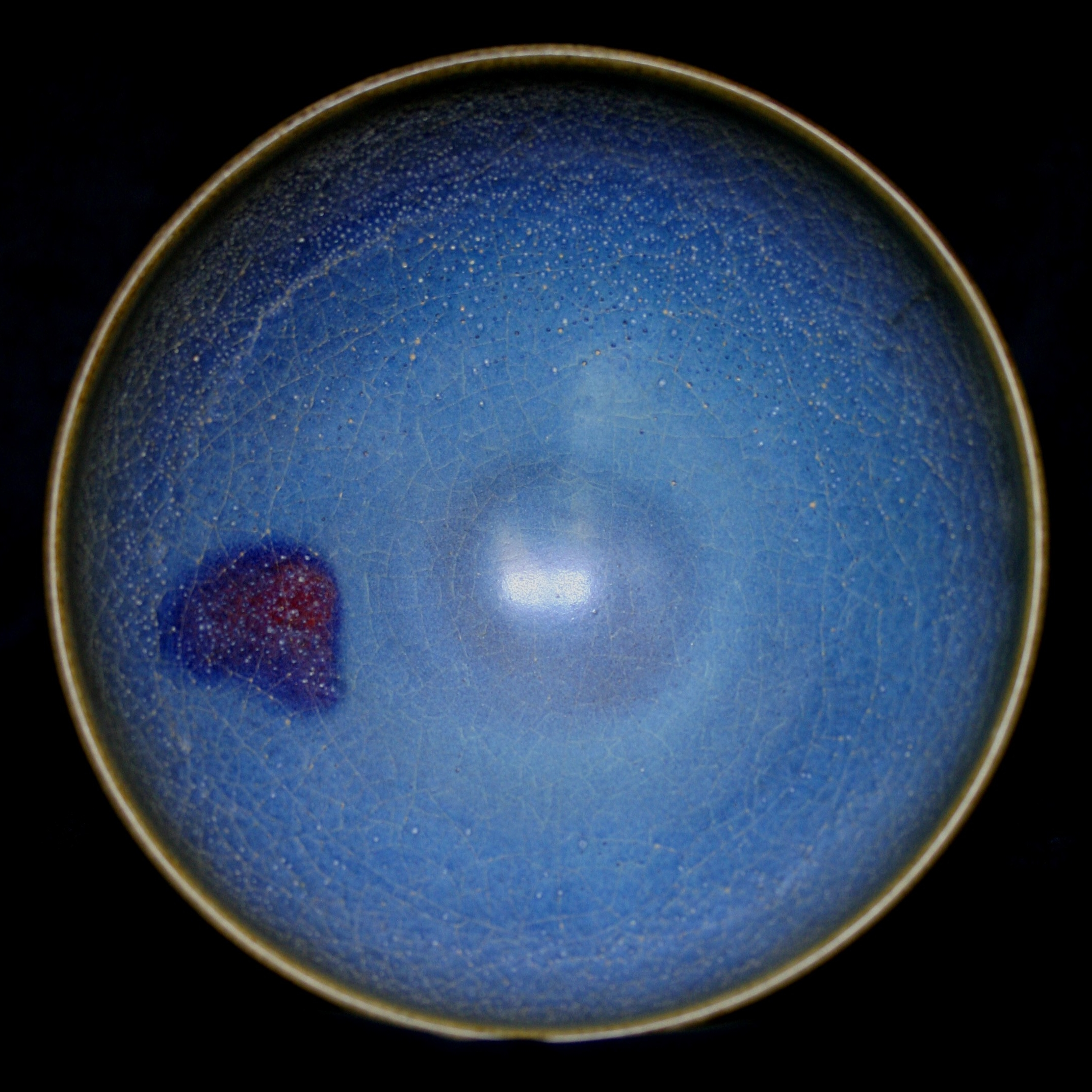
samma skål som ovan, ovanifrån.

Chün (kinesiska: 钧釉, pinyin: junyou), är en keramisk glasyrtyp som uppfanns i Kina under Songdynastin.
Chünglasyrer är transparenta svagt blåaktiga glasyrer, som tilltar effektfullt i färgstyrka där den ligger tjockare. Keramisk tradition bjuder bland annat att lägga chünnglasyrer över en vit skärv som i förväg, innan leran bränns första gången i så kallad skröjbränning, dekorerats med inristningar eller avtryck.  Chünglasyrens optimala skönhet uppnås inte sällan när den ligger på porslinskärv. Chün bränns ofta i reducerande ugnsatmosfär, det vill säga att man medan glasyren är flytande i ugnen reducerar ugnens syretillförsel.
Glasyrens blåaktiga toner kommer vanligen från mikroskopiska bubblor i glasyren. Ofta har benmjöl använts för att uppnå den transparens och glans som kännetecknar glasyren.
Chün är i viss mån besläktad med den mer grönaktiga celadonglasyren. Celadon, är också en klassisk orientalisk glasyr i likhet med tenmoku, och oxblod eller "kopparröd" glasyr.